# Arquidiocese de Ndola
A Arquidiocese de Ndola (Archidiœcesis Ndolaensis) é uma circunscrição eclesiástica da Igreja Católica situada em Ndola, Zâmbia. Seu atual arcebispo é Benjamin Phiri. Sua Sé é a Catedral do Cristo Rei de Ndola.
Possui 84 paróquias servidas por 187 padres, abrangendo uma população de 3 223 400 habitantes, com 59,6% da dessa população jurisdicionada batizada (1 920 580 católicos).

## História
A prefeitura apostólica de Ndola foi erigida em 8 de janeiro de 1938 com a bula Quo evangelica do Papa Pio XI, obtendo o território da prefeitura apostólica de Broken Hill (hoje arquidiocese de Lusaka).
Em 13 de janeiro de 1949, a prefeitura apostólica foi elevada à categoria de vicariato apostólico com a bula Si in aliqua do Papa Pio XII.
Em 9 de abril de 1959 cedeu uma parte do seu território para a ereção da prefeitura apostólica de Solwezi (hoje diocese).
No dia 25 de abril do mesmo ano, o vicariato apostólico foi elevado à categoria de diocese com a bula Cum christiana fides do Papa João XXIII.
Em 18 de junho de 2024, foi elevada à categoria de arquidiocese metropolitana pelo Papa Francisco.

## Prelados
|                     | Nome                                       | Período    | Notas                       |
| Arcebispos          | Arcebispos                                 | Arcebispos | Arcebispos                  |
| ------------------- | ------------------------------------------ | ---------- | --------------------------- |
| 1º                  | Benjamin Phiri                             | 2024-      | Atual                       |
| Bispos              |                                            |            |                             |
| 6º                  | Benjamin Phiri                             | 2020-2024  | Elevado a arcebispo         |
| 5º                  | Alick Banda                                | 2010-2018  | Nomeado arcebispo de Lusaka |
| 4º                  | Noel Charles O’Regan, S.M.A.               | 2004-2010  | Bispo emérito               |
| 3º                  | Dennis Harold De Jong                      | 1975-2003  |                             |
| 2º                  | Nicola Agnozzi, O.F.M.Conv.                | 1966-1975  |                             |
| 1º                  | Francesco Costantino Mazzieri, O.F.M.Conv. | 1959-1965  |                             |
| Bispo coadjutor     |                                            |            |                             |
|                     | Alick Banda                                | 2009-2010  |                             |
| Bispo auxiliar      |                                            |            |                             |
|                     | Nicola Agnozzi, O.F.M.Conv.                | 1962-1966  |                             |
| Vigário apostólico  |                                            |            |                             |
| 1º                  | Francesco Costantino Mazzieri, O.F.M.Conv. | 1949-1959  | Elevado à bispo             |
| Prefeito apostólico |                                            |            |                             |
| 1º                  | Francesco Costantino Mazzieri, O.F.M.Conv. | 1938-1949  |                             |